# ألفرد ريتشاردز
ألفرد ريتشاردز (بالإنجليزية: Alfred Richards)‏ (و. 1867 – 1904 م) هو لاعب اتحاد الرغبي، ولاعب كريكت، وحكم اتحاد الرغبي ‏ جنوب أفريقي، توفي في هراري، عن عمر يناهز 37 عاماً.

## التعليم
تعلم في The Leys School ‏
.

## روابط خارجية
- ألفرد ريتشاردز على موقع إي آس بي آن كريك إنفو (الإنجليزية)
- ألفرد ريتشاردز عل موقع إسبنسكروم (الإنجليزية)